# Olov Svedelid

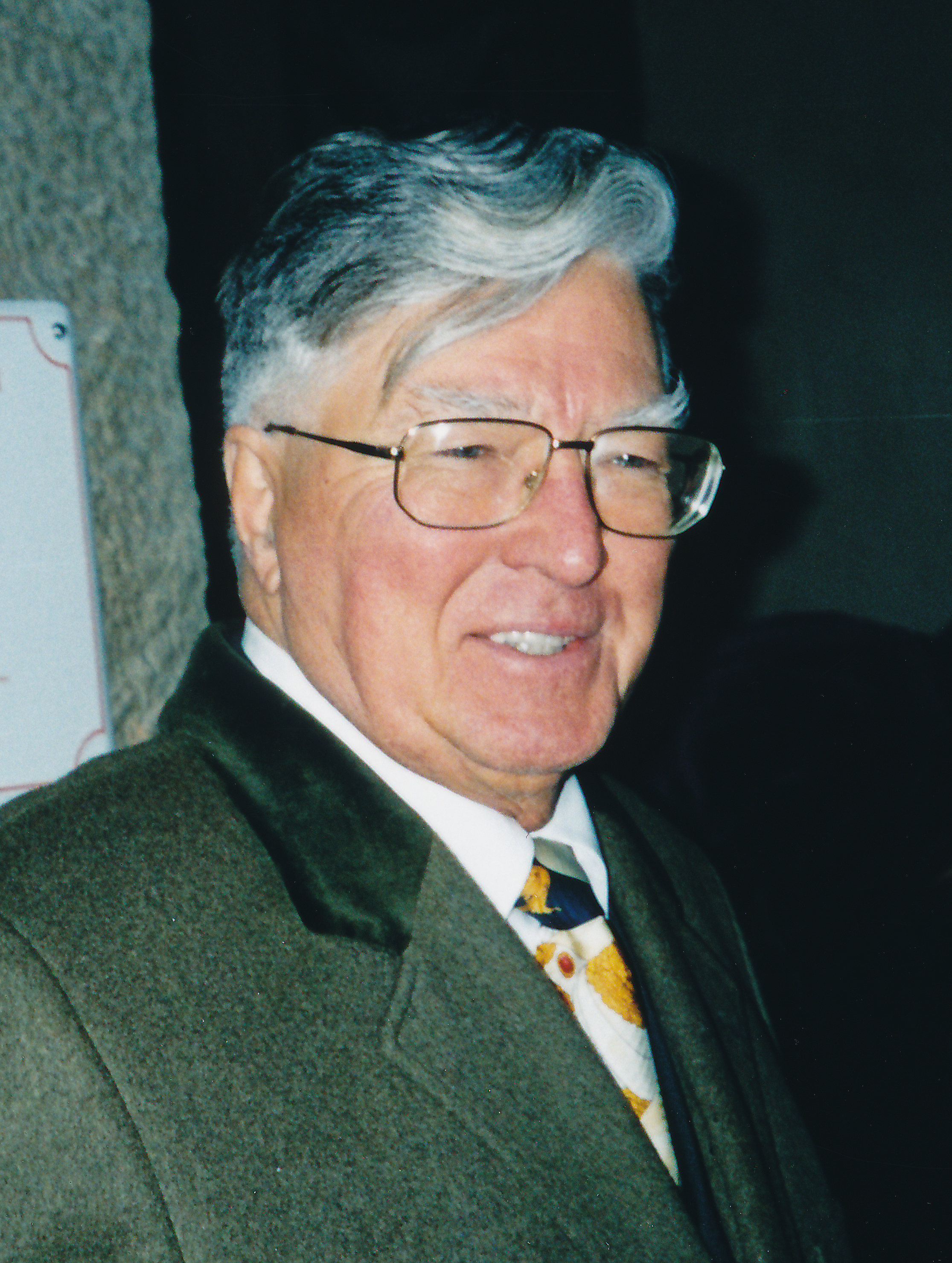
Olov Svedelid (2001)

Olov Svedelid (* 26. August 1932 in Stockholm; † 22. September 2008 in Stocksund, Gemeinde Danderyd) war ein populärer schwedischer Schriftsteller.
Svedelid begann bereits in seiner Jugendzeit mit der Schriftstellerei. 1964 veröffentlichte er sein erstes Buch und schrieb seitdem Detektiv- und Polizeiromane, historische Romane, Satiren, Biographien, Novellen und journalistische Artikel. Svedelid verfasste ungefähr 190 Bücher. Er arbeitete außerdem für Hörfunk, Fernsehen, Film und Theater. 
Einem breiten Publikum wurde er ab 1972 mit mehr als 20 Romane umfassenden Reihe um den Polizisten Roland Hassel bekannt, von denen viele mit Lars-Erik Berenett in der Titelrolle verfilmt wurden. Der Roman Barnarov aus der Reihe erhielt 1987 den Schwedischen Krimipreis. 2007 ehrte die Svenska Deckarakademin (Schwedische Krimiakademie) Olov Svedelid mit dem Grand Master für sein Lebenswerk.
Svedelid starb 2008 im Alter von 76 Jahren nach langer Krankheit. Noch im Mai desselben Jahres hatte er mit dem autobiographischen Werk Riden av maran, besatt av demoner, helad av änglar seine eigene Krebserkrankung aufgearbeitet.

## Bibliografie

### Kriminalromane (Einzelwerke)
- 1964 Döden tystar mun
- 1967 En säljare är död
- 1970 Samtal från en död
- 1971 Skål för döden!
- 1972 Döden fyller hundra
- 1977 Jag kommer och hämtar dig
- 1977 Lurad
- 1977 En människa försvinner. Fall ur verkligheten[1]
- 1978 En man i huset
- 1985 Schahens miljarder
- 1997 Giftiga karameller
- 2001 Strömkantring (dt. Aus der Balance. KBV, Elsdorf[2] 2004, ISBN 978-3-937001-08-1)

### Roland Hassel-Serie
- 1972 Anmäld försvunnen (dt. Als vermisst gemeldet. Volk & Welt, Berlin 1976)
- 1973 Svarta banken
- 1974 Beskyddarna
- 1975 Vapenhandlarna
- 1976 Guds rötter (dt. Fahndung nach Monsieur Fontaine. Volk & Welt, Berlin 1979)
- 1979 Slavhandlarna (dt. Sklavenhändler. Volk & Welt, Berlin 1982)
- 1980 Säkra papper
- 1981 Glitter
- 1982 Terrorns finger
- 1983 Botgörarna
- 1984 Offren (dt. Die Opfer. Volk & Welt, Berlin 1987)
- 1987 Barnarov
- 1988 Gengångarna (dt. Wiedergänger. Klein & Blechinger, Köln 1993, ISBN 978-3-927658-20-2)
- 1989 De giriga
- 1990 Facklorna
- 1991 Utpressarna
- 1992 Plundrarna
- 1993 Förgörarna (dt. Die heimliche Macht. Klein & Blechinger, Elsdorf 1996, ISBN 978-3-927658-36-3)
- 1994 Förfalskarna
- 1995 Piraterna (dt. Piraten. Klein & Blechinger, Elsdorf 1997, ISBN 978-3-927658-75-2)
- 1996 Dödens medicin (dt. Hassels Hölle. KBV, Hillesheim 2003, ISBN 978-3-937001-35-7)
- 1998 Domens dag (dt. Der Tag des Gerichts. Klein & Blechinger, Elsdorf 1998, ISBN 978-3-89711-014-4)
- 1999 Dödens budbärare (dt. Boten des Todes. Klein & Blechinger, Elsdorf 1999, ISBN 978-3-934638-56-3)
- 2001 Hassel & jakten på lilla Mona (Kurzgeschichten)
- 2002 Nödens handelsmän (dt. Gierige Geschäfte. KBV, Hillesheim 2006, ISBN 978-3-937001-58-6)
- 2003 Främlingarna
- 2003 Hassel och Osiris hämnd (Kurzgeschichten)
- 2004 Död i ruta ett

### Rosenbaum-Serie
Alle gemeinsam mit Leif Silbersky:
- 1985 Narrspel (dt. Applaus für einen Mörder. Aufbau TB, Berlin 1995, ISBN 978-3-7466-1072-6)
- 1989 Sprängstoff (dt. Schwarze Messe für eine Leiche. Aufbau TB, Berlin 1995, ISBN 978-3-7466-1090-0)
- 1990 En röst för döden (dt. Eine Stimme für den Tod. Aufbau TB, Berlin 1996, ISBN 978-3-7466-1091-7)
- 2006 Hämnden är aldrig rättvis

### Sonstige Bücher
- 1975 Gullmans. Roman
- 1979 Kejsarbrevet. Historischer Abenteuerroman
- 1980 Sommaren med pappa
- 1981 Hemligheten
- 1981 Gift med en skugga
- 1981 Den gyllene kedjan. Historischer Abenteuerroman
- 1986 En Dufva i Stockholm. Historischer Roman
- 1993 Världen som var Kungsholmen. Erinnerungen aus der Kindheit
- 1994 Öden på hotell. Novelle
- 1995 Den onda makten. Historischer Jugendroman
- 1999 En Humbla på haven. Historischer Roman
- 2000 Catarina och kärlekens pris. Historischer Roman
- 2000 Mitt namn är Eduard Braun Hitler.
- 2001 Catarina och tsaren. Historischer Roman
- 2002 Catarina i slavarnas rike. Historischer Roman
- 2003 Catarina i Nya världen. Historischer Roman
- 2003 Berättelsen om Catarina[3]
- 2004 Catarina och silvervägen. Historischer Roman
- 2004 Catarina – en okuvlig kvinna.[4]
- 2005 H.C. Andersen och djävulens advokat
- 2007 Greta Garbo och den döde mexikanen
- 2008 Riden av maran, besatt av demoner, helad av änglar. Biografisches Werk
- 2010 Lär dig skriva spännande.[5]

### Kinder- und Jugendbücher
- 1977 Betong-rosorna och de falska nycklarna
- 1978 Betong-rosorna och centrumligan
- 1978 Striden vid ringmuren
- 1979 Mor är ingen häxa! (dt. Die Hexe von Aggunda. Elefanten Press, Berlin 1997, ISBN 978-3-88520-609-5)
- 1979  Betong-rosorna och bränderna
- 1981 Betong-rosorna och damen som försvann
- 1981 Återtåget
- 1982 Bränn borgarna!
- 1982 Betong-rosorna och den stora stölden
- 1983 Betong-rosorna och postrånet
- 1983 Fripassageraren. (dt. Als blinder Passagier nach China. Carlsen, Hamburg 1995, ISBN 978-3-551-25311-8)
- 1984 Slottet brinner!
- 1986 Betong-rosorna och hotelsebreven
- 1986 Jagad!
- 1988 Betong-rosorna och bedragaren
- 1988 Störta tyrannen!
- 1989 Svik oss inte!
- 1991 Skjut kungen!
- 1992 Betongrosorna och det hemliga märket
- 1992 Jocke blir hemlig agent
- 1993 Bära eller brista!
- 1994 Betongrosorna och de falska sedlarna
- 1998 De mystiska grannarna
- 1999 Uppror!
- 2000 Alla är vi invandrare eller utvandrare.
- 2000 Bosse i Storskogen
- 2001 Branden
- 2002 Stormen
- 2002 Max Mikkel och slottets hemlighet (dt. Max Mikkel und das Geheimnis des Schlosses. Altberliner, Frankfurt/M./Leipzig/München 2004, ISBN 978-3-8339-6597-5)
- 2003 Ön
- 2004 Max Mikkel och de döda fåglarna. (dt. Max Mikkel und das Geheimnis der Möwe. Altberliner, Leipzig/München 2004, ISBN 978-3-86637-840-7)
- 2005 Max Mikkel och de gömda bomberna